# Václav Beneš Třebízský

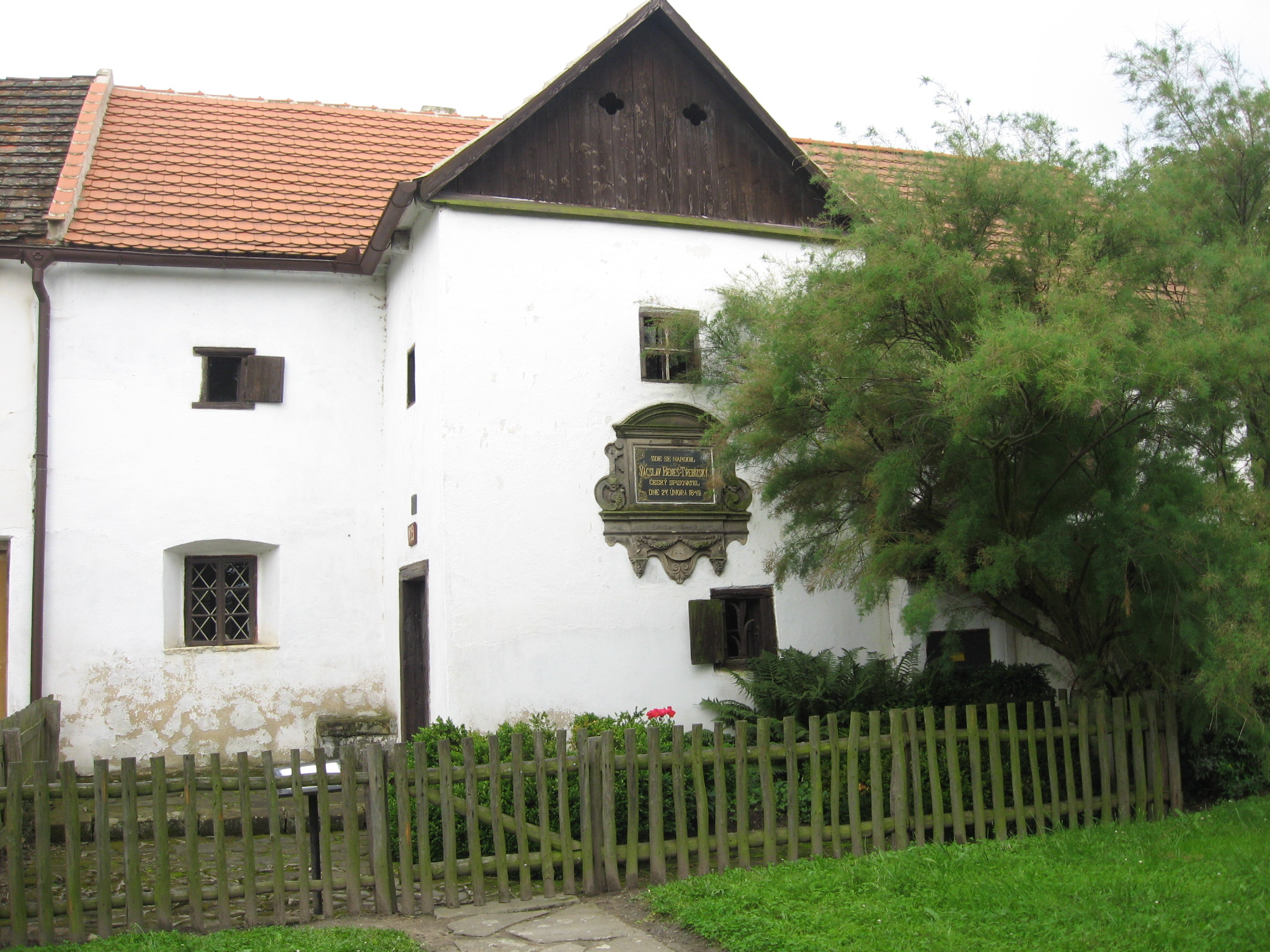
Rodný dům spisovatele Václava Beneše Třebízského v Třebízi

Václav Beneš Třebízský (27. února 1849, Třebíz – 20. června 1884, Mariánské Lázně) byl český spisovatel a katolický vlastenecký kněz–buditel. Kromě historických románů je též znám jako sběratel lidových pověstí a pohádek.

## Život
Byl jediným synem chudého vesnického krejčího Václava Beneše z Třebíze u Slaného a Marie, rozené Šarochové, jako jediný z pěti dětí se dožil dospělého věku. Děd i otec byli uvědomělí čeští vlastenci a písmáci.
V roce 1855 začal navštěvovat obecnou školu v Kvílicích. Dále studoval na nižším německém piaristickém gymnáziu ve Slaném, kde byl v primě jeho spolužákem Jaroslav Vrchlický. Vyšší gymnázium – rovněž německé piaristické – absolvoval v Panské ulici v Praze na Novém Městě. Ubytoval se při studiu v nedalekém arcibiskupském semináři (Norbertinum), což jej inspirovalo k následnému studiu bohosloví a teologie v Praze. Během studií ve druhém ročníku byl postižen zánětlivým onemocněním kloubů, léčil se v lázních Teplice a jeden ročník musel opakovat.
Roku 1875 (několik měsíců po otcově smrti) dokončil studia a byl vysvěcen na kněze. Nastoupil nejprve do Litně u Berouna, kde byl kooperantem od 8. září 1875 do 28. listopadu 1875, kdy onemocněl tuberkulózou a z Litně odešel.
Od roku 1876 působil jako kaplan při kostele Nanebevzetí Panny Marie v Klecanech u Prahy.
Navzdory opakované lázeňské léčbě v Mariánských Lázních na tuberkulózu zemřel.

## Dílo
Třebízského románová tvorba je podobná tvorbě Aloise Jiráska; jeho oblíbeným tématem bylo taktéž husitství, ale věnuje se i jiným obdobím českých dějin od prvopočátků až po 19. století. Děj mnoha Třebízského děl je zasazen do kraje, kde se autor narodil a působil, tedy na Slánsko, Berounsko a do okolí Klecan.

### Romány
- Královna Dagmar – příběh Markéty, dcery českého krále Přemysla Otakara I., která se provdala za dánského krále Valdemara a přijala jméno Dagmar.
- Anežka Přemyslovna – Čechy za vlády Václava I.
- V podvečer pětilisté růže – děj románu se odehrává v rudolfínské době, líčí konec slávy rodu Rožmberků
- Bludné duše (1882) – román z 18. století z období velkého povstání (1775). Děj je umístěn na Lounské polesí – Solopysky, Zbrašín.[8]
- Trnová koruna – příběh z období třicetileté války, ve kterém je vykreslen mocenský boj v pobělohorské době (viz Albrecht z Valdštejna, Ferdinand II.)

### Povídkové soubory
- Očista (1877) – historická povídka z let protivenství českého národa[9]
- V červáncích kalicha (dostupné online)
- V záři kalicha (dostupné online)
- Pod doškovými střechami (1905) – venkovská tematika[10]
- Z různých dob – převážně 17. století. (dostupné online)
- Ze sázavských letopisů
- Z pověstí karlštejnského havrana
- Pobělohorské elegie (dostupné online)
- Povídky starého zbrojnoše a jiné obrázky z naší minulosti
- Levohradecká povídka (1925) – povídky jsou věnovány bojům sedláků proti panským utiskovatelům. Ve všech povídkách našeho výboru jde tedy o boj za svobodu a spravedlnost.[11]
- Z těžkých dob (1950) – těžké, přetěžké byly doby poddanství, z nichž čerpá námět většina povídek tohoto našeho výboru.[12]
- Národní pohádky a pověsti – nové sesbírané pohádky

Pohádky
Václav Beneš Třebízský sesbíral i mnoho lidových pohádek. Jeho matka byla totiž výbornou vypravěčkou. Jeho pohádky se ovšem dnes neprosadily a stěží je někdo zná.[zdroj?]
- O dvou žebrácích
- O vlčkovi a lištičce
- Jak švec čerta ošidil
- Jak se stal Matěj Cvrček doktorem
- Krejčí králem
- O divotvorném ubrousku, klobouku a střevících
- O třech synech králových, stejný děj jako u O ptáku Ohniváku.
- O havířově dcerušce, stejný děj jako Chytrá horákyně.
- O Kubíkovi
- Jak začala robota, někdy také O lodi, která jezdila po suchu, podobný děj jako Jirka s kozou
- Závěť otcova
- Za dračí korunu, pověst ze Slánska.
- Sudičky z Poohří
- Divotvorné dudy

## Památky
- Pamětní síň Václava Beneše Třebízského je veřejnosti přístupná v původní budově fary v Klecanech u Prahy, kde Třebízský bydlel a působil až do své předčasné smrti.[13]
- Nedaleko fary je v Klecanech náměstí V. B. Třebízského.
- Označení Třebízského nese řada ulic v českých městech (např.: Praha, Liberec, Stará Boleslav, Mariánské Lázně, Roztoky u Prahy, Kralupy nad Vltavou, Kroměříž)
- Pamětní deska Václava Beneše Třebízského je umístěna v Třebízi a dalších místech
- Pomník V. B. Třebízského je umístěn v obci Třebíz[14]
- Jméno Václava Beneše Třebízského dnes nese gymnázium ve Slaném.[15]

## Galerie

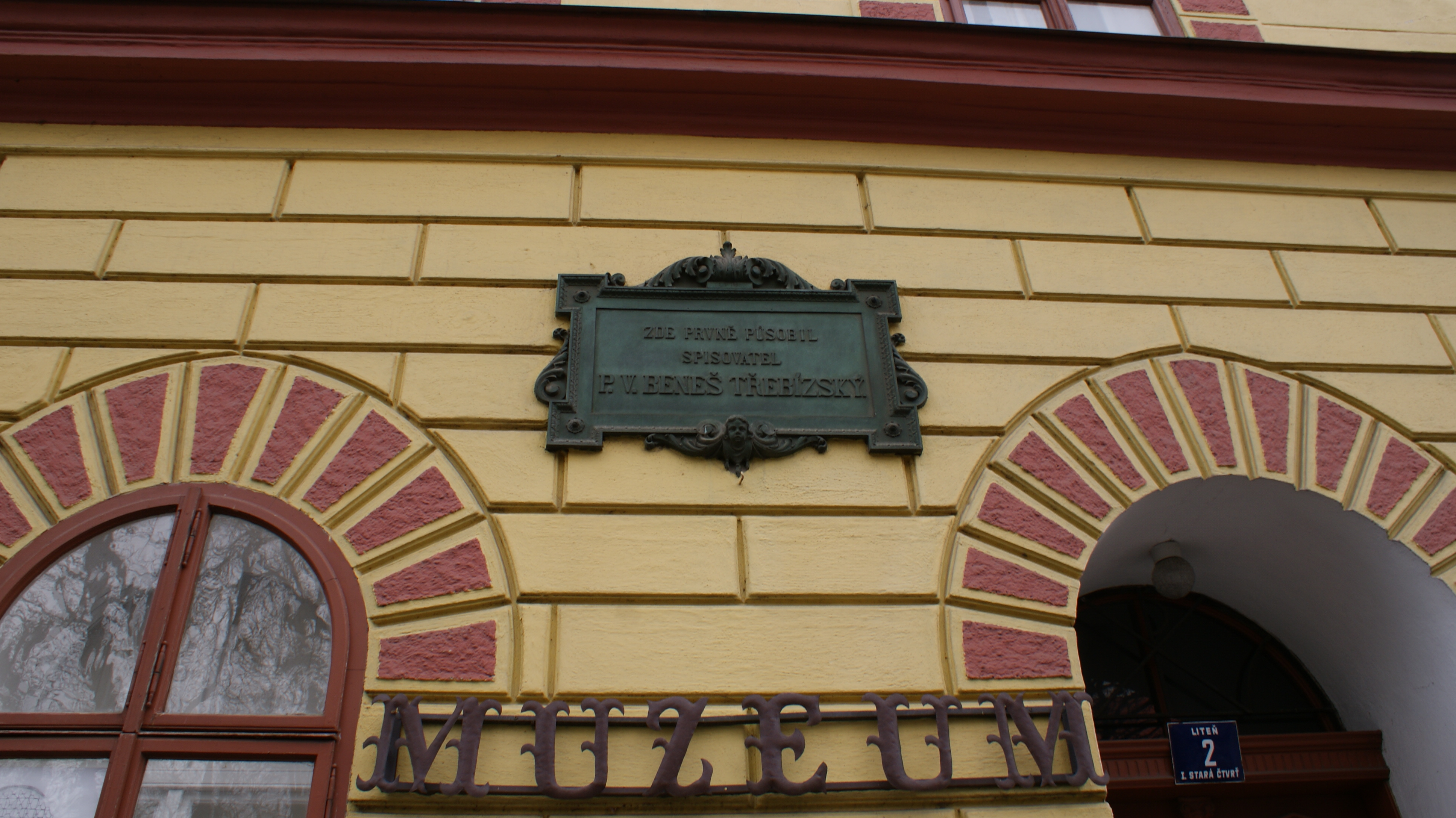
Pamětní deska V. B. Třebízského připomínající jeho pobyt na faře v Litni (červenec–listopad 1875)
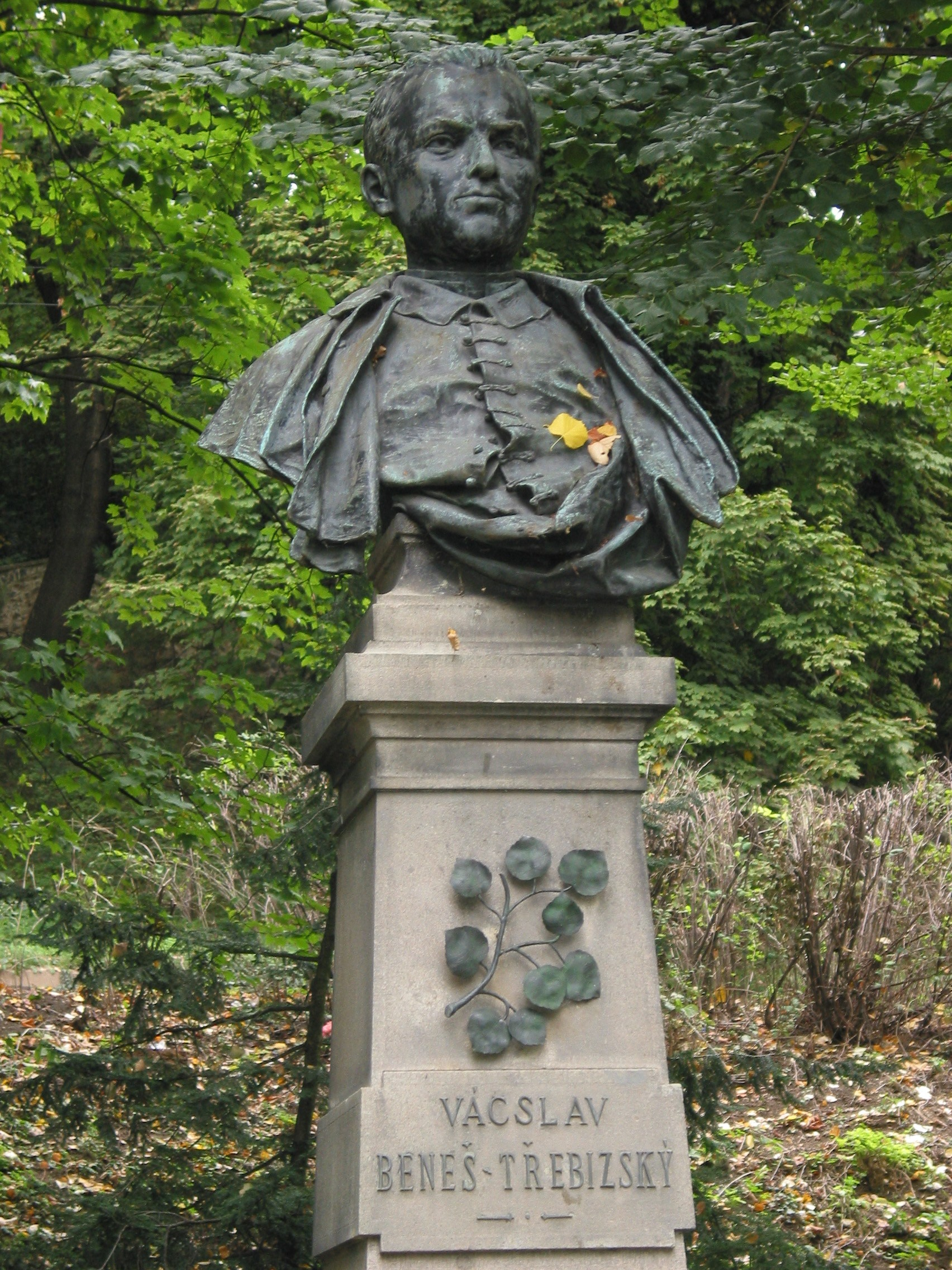
Busta V. B. Třebízského v Klecanech
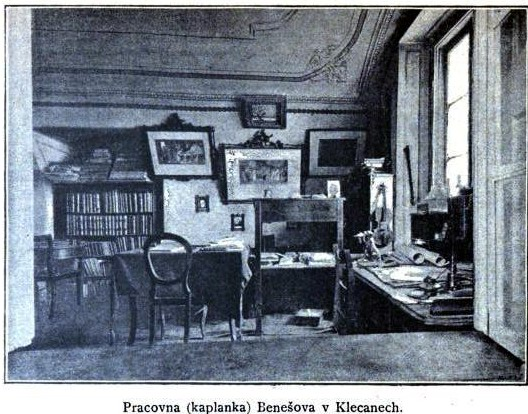
Dobový snímek spisovatelovy pracovny na klecanské faře
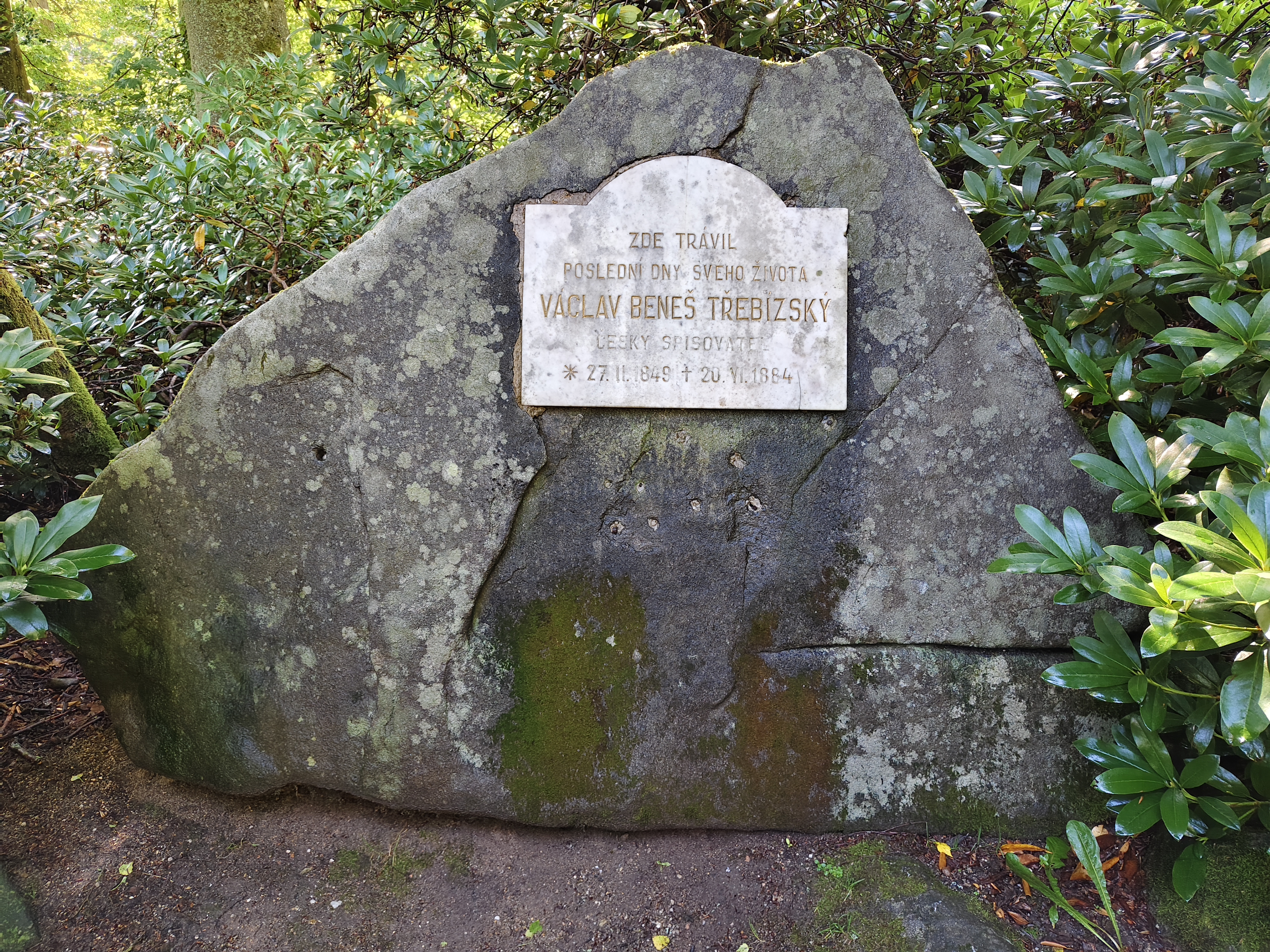
Pamětní kámen nedaleko Lesního pramene v Mariánských Lázních